# Diocesi di Santander

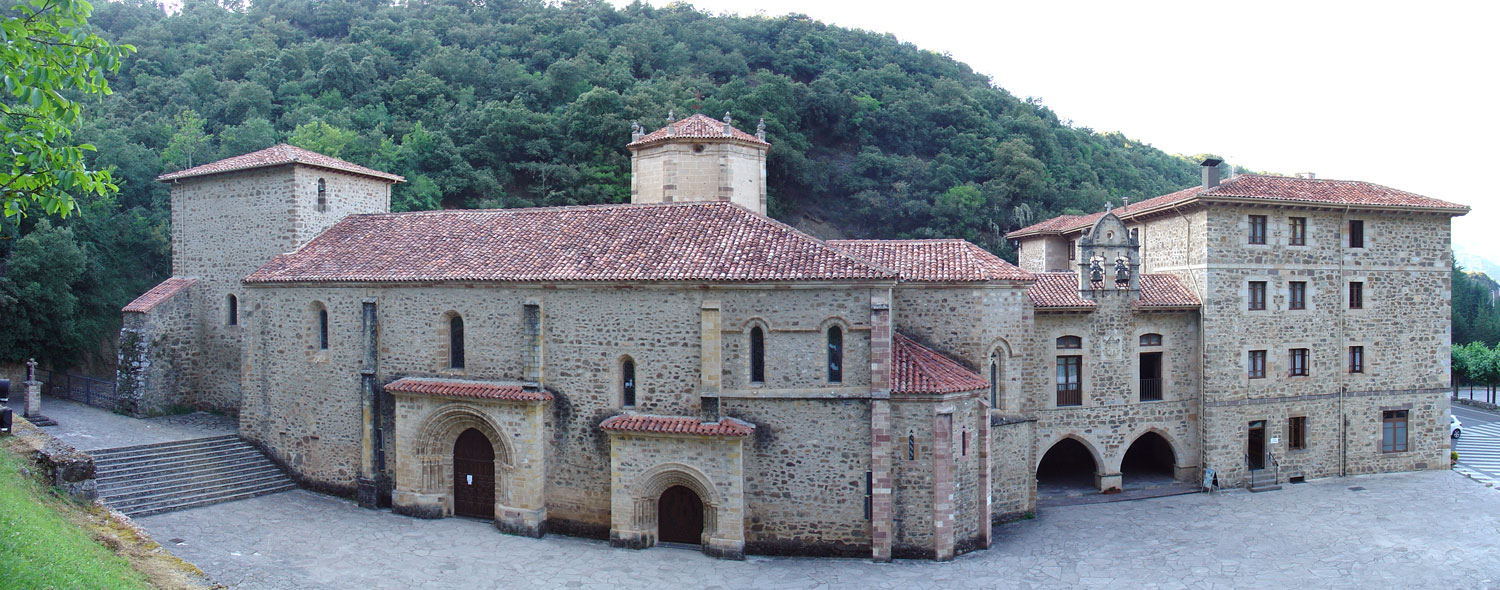
Monastero di Santo Toribio di Liébana

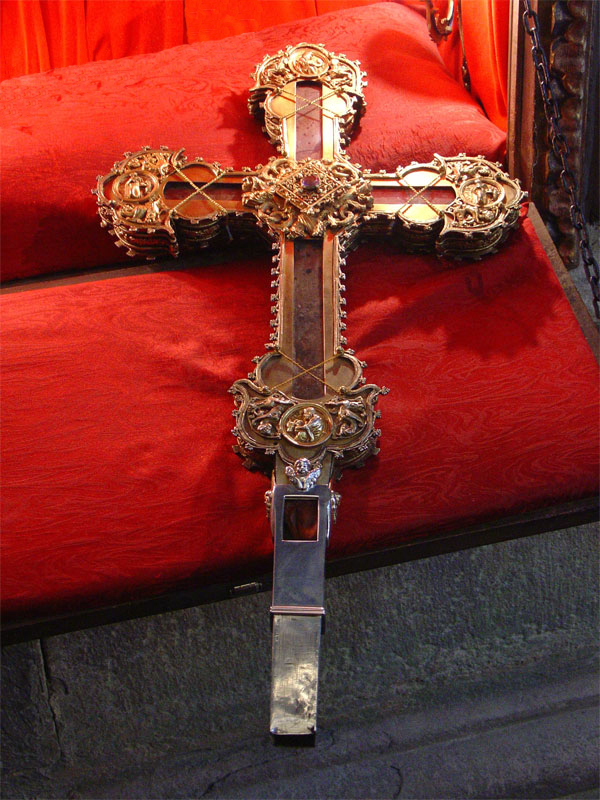
Lignum Crucis conservato nel Monastero di Santo Toribio di Liébana

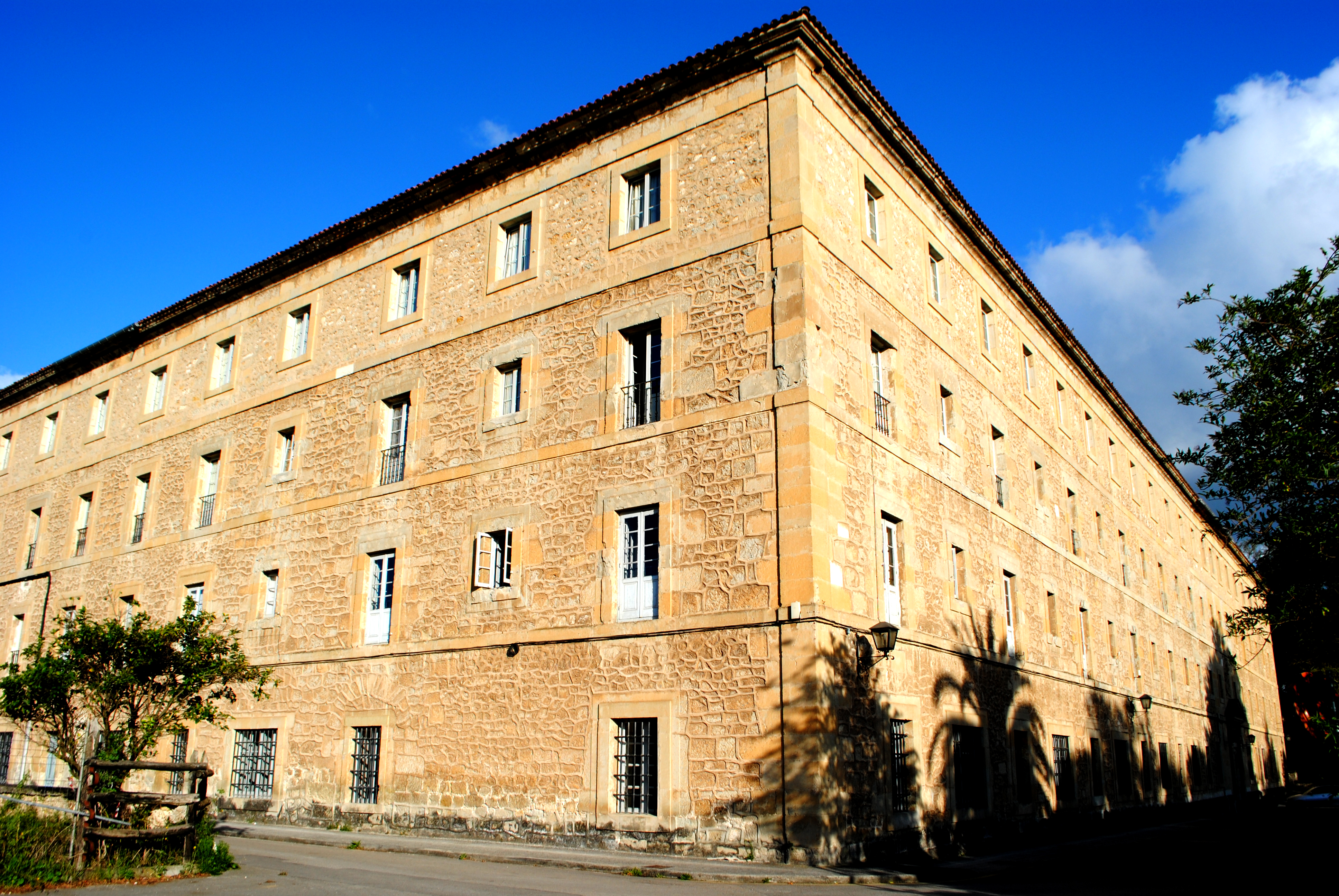
Il seminario diocesano di Monte Corbán.

La diocesi di Santander (in latino Dioecesis Santanderiensis) è una sede della Chiesa cattolica in Spagna suffraganea dell'arcidiocesi di Oviedo. Nel 2022 contava 554.603 battezzati su 583.682 abitanti. È retta dal vescovo Arturo Pablo Ros Murgadas.

## Santi patroni
- La Vergine Bien Aparecida
- Sant'Emeterio e san Celedonio

## Territorio
La diocesi è situata nella parte settentrionale della Spagna. Il territorio si estende su 5.527 km² e, in linea di massima, coincide con quello della comunità autonoma della Cantabria. Sussistono due eccezioni: il comune di Valle de Villaverde appartiene alla diocesi di Bilbao, mentre il comune di Valle de Mena in provincia di Burgos, appartiene alla diocesi di Santander.
Sede vescovile è la città di Santander, il capoluogo regionale.
Il territorio è suddiviso in 4 vicariati, 16 arciprebiterati (arciprestazgos) e 614 parrocchie.

### Cattedrale
- Cattedrale e Basilica minore: Catedral de la Asunción de Nuestra Señora, Santander

### Santuari
- Monastero di Nuestra Señora del Soto, Iruz
- Monastero di Santo Toribio di Liébana. Nel Monastero, che si trova nel comune di Camaleño nei pressi della cittadina di Potes, viene conservato e venerato il Lignum Crucis, ovvero il frammento più grande della croce di Cristo.

### Seminario
- Seminario Diocesano de Monte Corbán: San Román de la Llanilla, Cantabria.

## Storia
La diocesi fu eretta il 12 dicembre 1754 con la bolla Romanus Pontifex di papa Benedetto XIV, ricavandone il territorio dall'arcidiocesi di Burgos e dalla diocesi di Oviedo (oggi arcidiocesi).
Nel 1861 cedette una porzione del suo territorio a vantaggio dell'erezione della diocesi di Vitoria.
Negli anni successivi il vescovo José López Crespo dovette subire l'esilio per la sua strenua difesa dei diritti della Chiesa contro la politica anticlericale.
Il 15 ottobre 1852 fu inaugurato il seminario diocesano, dopo quasi un secolo di tentativi che non si erano potuti oprtare a termine soprattutto per difficoltà economiche. L'edificio del seminario fu poi devastato durante la guerra civile e fu riaperto nel 1943. Intanto l'incendio del febbraio 1941 aveva distrutto gli interni della chiesa superiore della cattedrale gotica. La cattedrale è stata riaperta al culto nel 1953.
Il 17 ottobre 1954 e il 22 novembre 1955, con due distinti decreti della Congregazione Concistoriale, furono rivisti i confini della diocesi per farli coincidere con quelli della provincia civile, in applicazione del concordato tra la Santa Sede e il governo spagnolo del 1953. La diocesi di Santander si ampliò notevolmente incorporando oltre 200 parrocchie dalle arcidiocesi di Oviedo e di Burgos e dalle diocesi di Palencia e di León.
Nel 1977 è stata inaugurata la nuova sede del seminario.

## Cronotassi dei vescovi
Si omettono i periodi di sede vacante non superiori ai 2 anni o non storicamente accertati.
- Francisco Javier Arriaza † (24 settembre 1755 - 10 ottobre 1761 deceduto)
- Francisco Laso Santos de San Pedro † (29 marzo 1762 - 14 maggio 1783 deceduto)
- Rafael Tomás Menéndez Luarca y Queipo de Llano † (25 giugno 1784 - 20 giugno 1819 deceduto)
- Juan Nepomuceno Gómez Durán † (21 febbraio 1820 - 11 aprile 1829 nominato vescovo di Malaga)
- Felipe González Abarca, O. de M. † (30 agosto 1829 - 12 marzo 1842 deceduto)
  - Sede vacante (1842-1848)
- Manuel Ramón Arias Teijeiro de Castro † (17 gennaio 1848 - 20 luglio 1859 dimesso[3])
- José López Crespo † (20 settembre 1859 - 21 marzo 1875 deceduto)
- Vicente Calvo y Valero † (5 luglio 1875 - 27 marzo 1884 nominato vescovo di Cadice)
- Vicente Santiago Sánchez de Castro † (27 marzo 1884 - 19 settembre 1920 deceduto)
- Juan Plaza y García † (16 dicembre 1920 - 10 luglio 1927 deceduto)
- José María Eguino Trecu † (2 ottobre 1928 - 7 maggio 1961 deceduto)
- Eugenio Beitia Aldazabal † (27 gennaio 1962 - 23 gennaio 1965 dimesso[4])
- Vincente Puchol Montis † (2 luglio 1965 - 8 maggio 1967 deceduto)
- José María Cirarda Lachiondo † (22 luglio 1968 - 3 dicembre 1971 nominato vescovo di Cordova)
- Juan Antonio del Val Gallo † (3 dicembre 1971 - 23 agosto 1991 ritirato)
- José Vilaplana Blasco (23 agosto 1991 - 17 luglio 2006 nominato vescovo di Huelva)[5]
- Vicente Jiménez Zamora (27 luglio 2007 - 12 dicembre 2014 nominato arcivescovo di Saragozza)
- Manuel Sánchez Monge (6 maggio 2015 - 31 ottobre 2023 ritirato)
- Arturo Pablo Ros Murgadas, dal 31 ottobre 2023

## Statistiche
La diocesi nel 2022 su una popolazione di 583.682 persone contava 554.603 battezzati, corrispondenti al 95,0% del totale.
| anno | popolazione | popolazione | popolazione | presbiteri | presbiteri | presbiteri | presbiteri                | diaconi | religiosi | religiosi | parrocchie |
| anno | battezzati  | totale      | %           | numero     | secolari   | regolari   | battezzati per presbitero | diaconi | uomini    | donne     | parrocchie |
| ---- | ----------- | ----------- | ----------- | ---------- | ---------- | ---------- | ------------------------- | ------- | --------- | --------- | ---------- |
| 1950 | 350.000     | 350.000     | 100,0       | 634        | 384        | 250        | 552                       |         | 323       | 685       | 383        |
| 1970 | 436.000     | 436.417     | 99,9        | 676        | 489        | 187        | 644                       |         | 414       | 1.558     | 607        |
| 1980 | 515.900     | 518.871     | 99,4        | 646        | 413        | 233        | 798                       |         | 376       | 1.265     | 617        |
| 1990 | 533.885     | 536.186     | 99,6        | 554        | 340        | 214        | 963                       | 1       | 346       | 1.170     | 619        |
| 1999 | 526.585     | 530.510     | 99,3        | 503        | 300        | 203        | 1.046                     | 1       | 302       | 958       | 617        |
| 2000 | 526.127     | 530.217     | 99,2        | 496        | 294        | 202        | 1.060                     | 1       | 300       | 949       | 617        |
| 2001 | 526.949     | 531.559     | 99,1        | 486        | 291        | 195        | 1.084                     | 1       | 285       | 929       | 617        |
| 2002 | 535.458     | 540.663     | 99,0        | 479        | 288        | 191        | 1.117                     | 1       | 282       | 905       | 617        |
| 2003 | 539.410     | 545.317     | 98,9        | 484        | 290        | 194        | 1.114                     | 1       | 274       | 881       | 617        |
| 2004 | 545.937     | 552.727     | 98,8        | 474        | 287        | 187        | 1.151                     | 1       | 253       | 866       | 617        |
| 2010 | 557.409     | 592.876     | 94,0        | 452        | 266        | 186        | 1.233                     | 5       | 245       | 767       | 615        |
| 2014 | 559.000     | 595.449     | 93,9        | 411        | 244        | 167        | 1.360                     | 5       | 215       | 710       | 614        |
| 2017 | 556.404     | 585.685     | 95,0        | 376        | 220        | 156        | 1.479                     | 6       | 204       | 632       | 617        |
| 2020 | 553.413     | 584.737     | 94,6        | 334        | 201        | 133        | 1.656                     | 6       | 175       | 551       | 615        |
| 2022 | 554.603     | 583.682     | 95,0        | 342        | 204        | 138        | 1.621                     | 7       | 183       | 557       | 614        |